# Fongo-Tongo
Fongo-Tongo est une commune du Cameroun, située dans la région de l'Ouest et le département de la Menoua, à 13 km de la grande ville de Dschang. C'est aussi un arrondissement et une chefferie Bamiléké.

## Géographie
La commune s'étend au nord de Dschang au nord-ouest du département de la Ménoua, elle est limitrophe de 5 communes camerounaises dont deux du département de la Ménoua, Dschang et Nkong-Ni, et trois communes de la Lebialem. La localité, chef-lieu se trouve sur la route provinciale P19 (axe Dschang-Fontem) à 13 km au nord-ouest du chef-lieu départemental Dschang.
|        | Wabane      |           |
| Alou   | Fongo-Tongo | Nkong-Zem |
| Fontem | Dschang     |           |

## Histoire
En application de la loi de décentralisation de 2004, les communes urbaine et rurale de Dschang sont supprimées, donnant naissance à la commune de Dschang et la nouvelle commune de Fongo-Tongo.

## Population
Lors du recensement de 2005, la commune comptait 18 822 habitants.

## Chefferies traditionnelles
L'arrondissement de Fongo-Tongo compte deux chefferies de 2e degré et 7 chefferies de 3e degré.
Les deux chefferies de 2e degré sont :
- Chefferie Fongo-Tongo
- Chefferie Fossong-Ellelem

## Organisation
Outre Fongo-Tongo proprement dit, la commune comprend les villages suivants :
- Apa'ah
- Apang
- Apeung-Koubeth
- Apouh
- Azem
- Djeubou
- Djue
- Fongo-Ndento
- Fossong Tchuentchue
- Fossong-Ellelem
- Foteza
- Hap Atoguia
- Latchuet
- Lefock
- Lembat
- Lensap
- Lethiop
- Lewe
- Loung
- Lotsa
- Mbing
- Mboua
- Megueu
- Menlah
- Melang
- Mena
- Menka
- Meza'a
- Nbing
- Ndedah
- Ngang
- Ngwassa'a
- Nzie
- Nzoh
- Nzong
- Nzonti
- Pentse
- Tsinla
- Tchouawa
- Tekan
- Tsawa
- Yagem
- Zemda
- Zifoda
- Zeug
- NKÔOH

## Langues
La langue vernaculaire est le yemba, par ailleurs l'anglais et le français sont parlés dans cet arrondissement limitrophe de la région anglophone du Nord-Ouest et du sud Ouest. 

## Économie et tourisme
Fongo-Tongo est l'un des 6 arrondissements les plus riches du département, notamment grâce à la présence de la bauxite localisée  à NZIFODA, à Lekeuzah et à Tsawa.
C'est à Fongo-Tongo que sont situées les chutes de Mamy Wata et de Ndem Mvoh localisees à APOUH et LETIOP

## Personnalités liées à la commune
- M.Sokeng Paul, Administrateur Civil Principal, Conseiller Technique à la Présidence de la République[6].
- Jean Marie Sonkeng, Inspecteur de l'administration territoriale à la retraite
- Paul Ndongue, Maire.

c'est assez drôle, pour une telle commune.qui a vue passer plusieurs maires, que l'on souligne uniquement le maire en place. 
du gros n'importe quoi